# 아이야
아이야는 대한민국의 혼성 힙합 그룹이다. 2021년 싱글 《국뽕》으로 데뷔했다.

## 음반
- 국뽕 (2021)
- 띵호와 (2021)
- 색노랑 (Color Yellow) (2021)